# Saïd I ibn Idris
 (mai 2009).
Si vous disposez d'ouvrages ou d'articles de référence ou si vous connaissez des sites web de qualité traitant du thème abordé ici, merci de compléter l'article en donnant les références utiles à sa vérifiabilité et en les liant à la section « Notes et références ».
Sa'id I ibn Idris (760-803) (arabe : سعيد بن ادريس الأول) (À ne pas confondre avec Idriss premier) était un émir de l'Émirat de Nekor. Il a déplacé la capitale de Temsamane à Nekor (en). La ville a été saccagée par les Vikings, qui ont fait beaucoup de prisonniers, quelques-uns d'entre eux ayant été achetés par les Omeyyades. Après, une partie des tribus Ghomara s'étaient révoltées par Segguen, mais elle a été rapidement matée.